# Libolo
Libolo és un municipi de la província de Kwanza-Sud. Té una extensió de 9.000 km² i 85.106 habitants. Comprèn les comunes de Calulo, Cabuta, Munenga i Quissongo. Limita al nord amb els municipis de Cambambe i Cacuso, a l'est amb el municipi de Mussende, al sud amb el municipi da Quibala, i a l'oest amb el municipi de Quiçama.

## Economia
A Libolo predomina la palmera encara avui dia utilitzat gairebé del tot pels nadius; però les terres de Libolo, com els de Quibala i Gango són camps excel·lents per a fructicultura.